# Capitão Poço (ort)
Capitão Poço är en ort i Brasilien.   Den ligger i kommunen Capitão Poço och delstaten Pará, i den nordöstra delen av landet, 1 600 km norr om huvudstaden Brasília. Capitão Poço ligger 69 meter över havet och antalet invånare är 32 704.
Terrängen runt Capitão Poço är platt.
Omgivningarna runt Capitão Poço är huvudsakligen savann. Runt Capitão Poço är det glesbefolkat, med 17 invånare per kvadratkilometer.